# Џакпот (Невада)
Џакпот (енгл. Jackpot) насељено је место без административног статуса у америчкој савезној држави Невада.

## Демографија
По попису из 2010. године број становника је 1.195.
| Група             | 2000.    | 2010.       |
| Белци             | 0 (0,0%) | 489 (40,9%) |
| Афроамериканци    | 0 (0,0%) | 13 (1,1%)   |
| Азијати           | 0 (0,0%) | 3 (0,3%)    |
| Хиспаноамериканци | 0 (0,0%) | 665 (55,6%) |
| Укупно            | 0        | 1.195       |